# 2010年冬季奥林匹克运动会白俄罗斯代表团
2010年冬季奧林匹克運動會白俄羅斯代表團是白俄羅斯所派出的2010年冬季奧林匹克運動會代表團，共有51名運動員參與6個項目的賽事。